# Florești (gmina Scorțeni)
Florești – wieś w Rumunii, w okręgu Bacău, w gminie Scorțeni. W 2011 roku liczyła 536 mieszkańców.